# Aragorn (Mertens)
Aragorn is een compositie voor fanfare van de Nederlandse componist Hardy Mertens uit 1987. Het werk is geschreven in opdracht van de Limburgse Bond van Muziekgezelschappen. Het wad een verplicht werk voor fanfare in de concertafdeling op het concours van de Limburgse Bond van Muziekgezelschappen  op 20 november 1988.
Het werk is op cd opgenomen door de Muziekvereniging Oranje uit Minnertsga.